# Marcos Ordóñez
Marcos Ordóñez (Barcelona, 1957) és un escriptor i periodista català que escriu habitualment en castellà. Entre la seva obra narrativa, destaquen títols com El signo de los tiempos (1988), La esencia del guaguancó (1991), Comedia con fantasmas (2002) o els autobiogràfics Una vuelta por el Rialto (1994) i Un jardín abandonado por los pájaros (El Aleph Editores, 2013). Ha publicat en els principals diaris espanyols i actualment compagina la seva faceta de professor amb diverses columnes d'autor al diari El País que l'han consolidat com un crític teatral de referència.